# Natalie Sundelin
Natalie Sundelin, född 27 oktober 1988 i Sollefteå, Ångermanland, är en svensk skådespelare.

## Biografi
Natalie Sundelin växte upp i Sollefteå och utbildade sig i teater- och scenkonstprogrammet på Kulturama 2005–2007 och sedan på Stockholms Elementära Teaterskola 2008–2009. Hon utexaminerades från Teaterhögskolan i Malmö 2012.
Sundelin har medverkat i Resan till Melonia (2012) och sverigepremiären av Elfriede Jelineks Vinterresa (2015) på Helsingborgs stadsteater, i Skandal på Borås stadsteater (2013) och i bland annat Anton Tjechovs Måsen (2014) och August Strindbergs Svanevit (2015) på Skillinge Teater. Hon var 2010–2013 en av medlemmarna av den fria gruppen Teater Variant.
Under 2014–2017 medverkade hon på Malmö Stadsteater i bland annat Ottar och kärleken, Martyrer, titelrollen i Jane Eyre, Skånska mord och som "Karin Thimm" i Anna Bergmanns produktion av Rainer Werner Fassbinders Petra von Kants bittra tårar. Därefter har hon framför allt verkat vid Uppsala Stadsteater i bland annat en annorlunda uppsättning av Ingmar Bergmans Det sjunde inseglet (2018) i koreografi av Fredrik Rydman, i huvudrollen som "Karin" i Marianne Lindberg De Geers dramatisering av Karolina Ramqvists roman Flickvännen (2019), i sverigepremiären av Tena Štivičićs Tre vintrar (2019) och som "Cécile de Volange" i Christopher Hamptons Farliga förbindelser (2020). Sommaren 2018 spelade hon ännu en Bergman-roll som "Anne Egerman" i Romateaterns och Dramatens scenproduktion av Sommarnattens leende.
Natalie Sundelin tilldelades Ingrid Thulin-stipendiet 2010 och Lars Passgårds stipendium 2012, samt var 2016 nominerad till Kvällspostens Thaliapris för titelrollen i Jane Eyre.

## Teaterroller (ej komplett)
| År   | Roll                   | Produktion                                                                                     | Regi                      | Teater                         |
| ---- | ---------------------- | ---------------------------------------------------------------------------------------------- | ------------------------- | ------------------------------ |
| 2011 | 3                      | Apatiska för nybörjare Jonas Hassen Khemiri                                                    | Nina Wester               | Folkteatern, Göteborg          |
| 2011 | Natalie                | När jag var så liten som du Minna Krook                                                        | Minna Krook               | Helsingborgs stadsteater       |
| 2011 | Ariel                  | Resan till Melonia Per Åhlin                                                                   | Sara Cronberg             | Helsingborgs stadsteater       |
| 2012 | 2                      | Hästars anatomi Annika Nyman                                                                   | Annika Nyman              | Teatr Weimar / Teater Mutation |
| 2013 | Nora                   | Skandal (Kranes konditori) Cora Sandel                                                         | Anna Sjövall              | Borås stadsteater              |
| 2013 | X                      | Personnummer XXXX Shebly Niavarani                                                             | Shelby Nirvani            | Unga Klara / (Friends / UNHCR  |
| 2013 | Emma                   | Snövit och sju miffon Gunilla Boëthius                                                         | Dan Kandell               | Borås stadsteater              |
| 2013 | Mira + Thea            | Vi som blev kvar Emma Broström                                                                 | Anna Sjövall              | Teateri / Riksteatern          |
| 2014 | Magnhild + Alfa        | Ottar och kärleken Gunilla Thorgren                                                            | Maria Löfgren             | Malmö stadsteater              |
| 2014 | Lydia Weber            | Martyrer (Märtyrer) Marius von Mayenburg                                                       | Olof Lindqvist            | Malmö stadsteater              |
| 2015 | Maria m fl             | Kasimir och Karoline (Kasimir und Karoline) Ödön von Horváth                                   | Maria Åberg               | Malmö stadsteater              |
| 2015 | Flera roller           | Svanevit August Strindberg                                                                     | Nils Peder Holm           | Skillinge Teater               |
| 2015 | Natascha Kampusch m fl | Vinterresa (Winterreise) Elfriede Jelinek                                                      | Melanie Mederlind         | Helsingborgs stadsteater       |
| 2015 | Jane Eyre              | Jane Eyre Charlotte Brontë                                                                     | Anna Azcaráte             | Malmö stadsteater              |
| 2016 | Karin Thimm            | Petra von Kants bittra tårar (Die bitteren Tränen der Petra von Kant) Rainer Werner Fassbinder | Anna Bergmann             | Malmö stadsteater              |
| 2016 | Maja m fl              | Skånska mord Kristian Hallberg                                                                 | Tobias Hagström-Ståhl     | Malmö stadsteater              |
| 2017 | Brita-Kajsa            | Barnen från Frostmofjället Laura Fitinghoff, Mats Kjelbye                                      | Dennis Sandin             | Teater Västernorrland          |
| 2018 | Clara                  | Potatisrevolutionen Magnus Lindman                                                             | Agneta Ehrensvärd         | Pygméteatern                   |
| 2018 | Anne Egerman           | Sommarnattens leende Ingmar Bergman                                                            | Hugo Hansén               | Romateatern                    |
| 2019 | Lucija                 | Tre vintrar (3 Winters) Tena Štivičić                                                          | Anja Suša                 | Uppsala stadsteater            |
| 2019 | Karin                  | Flickvännen Karolina Ramqvist, Marianne Lindberg De Geer                                       | Marianne Lindberg De Geer | Uppsala stadsteater            |
| 2020 | Marianne B             | Kul med en kvinna! Alma Kirlić                                                                 | Karin Enberg              | Uppsala stadsteater            |
| 2020 | Cécile de Volange      | Farliga förbindelser (Les Liaisons Dangereuses) Christopher Hampton                            | Anna Azcárate             | Uppsala stadsteater            |
| 2025 |                        | Hinkemann Ernst Toller                                                                         | Anja Suša                 | Dramaten                       |